# 馬龍尼禮天主教扎赫勒教區
馬龍尼禮天主教扎赫勒總教區（拉丁語：Dioecesis Mariamnensis Maronitarum）是黎巴嫩一個東儀天主教總教區（馬龍尼禮），直屬聖座。
1977年8月4日教區與巴勒貝克教區合併。1990年6月9日分出。教區2010年有三十四名司鐸、三十三個堂區、48,995名教友。現任教區主教為曼蘇爾·霍貝卡。